# Junselevallen
Junselevallen, (Vallen, Våll'n) – miejscowość (småort) w Szwecji w gminie Sollefteå w regionie Västernorrland. Około 60 mieszkańców.